# FCBotiga

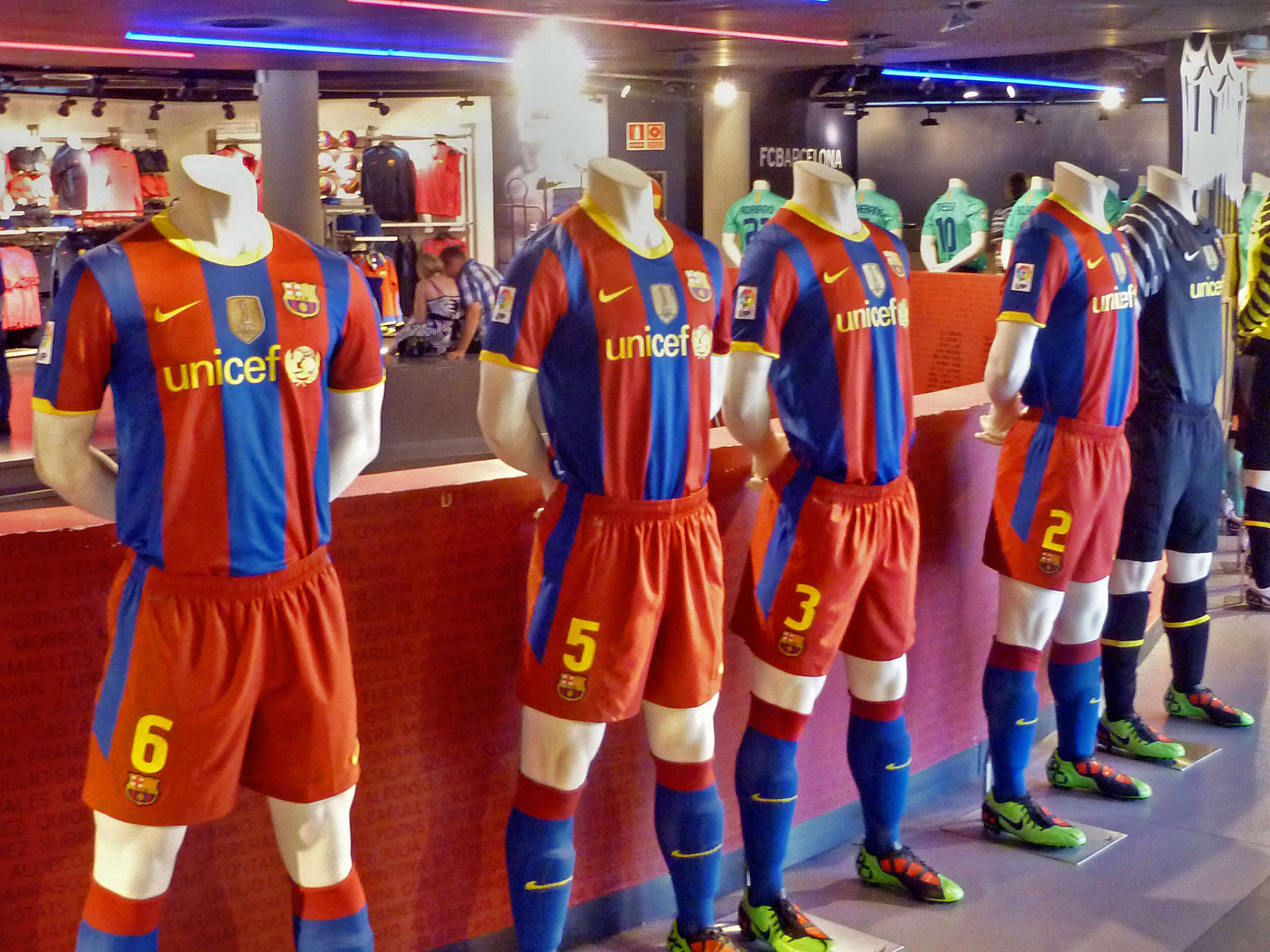
Interior de la FC Botiga situada al Camp Nou

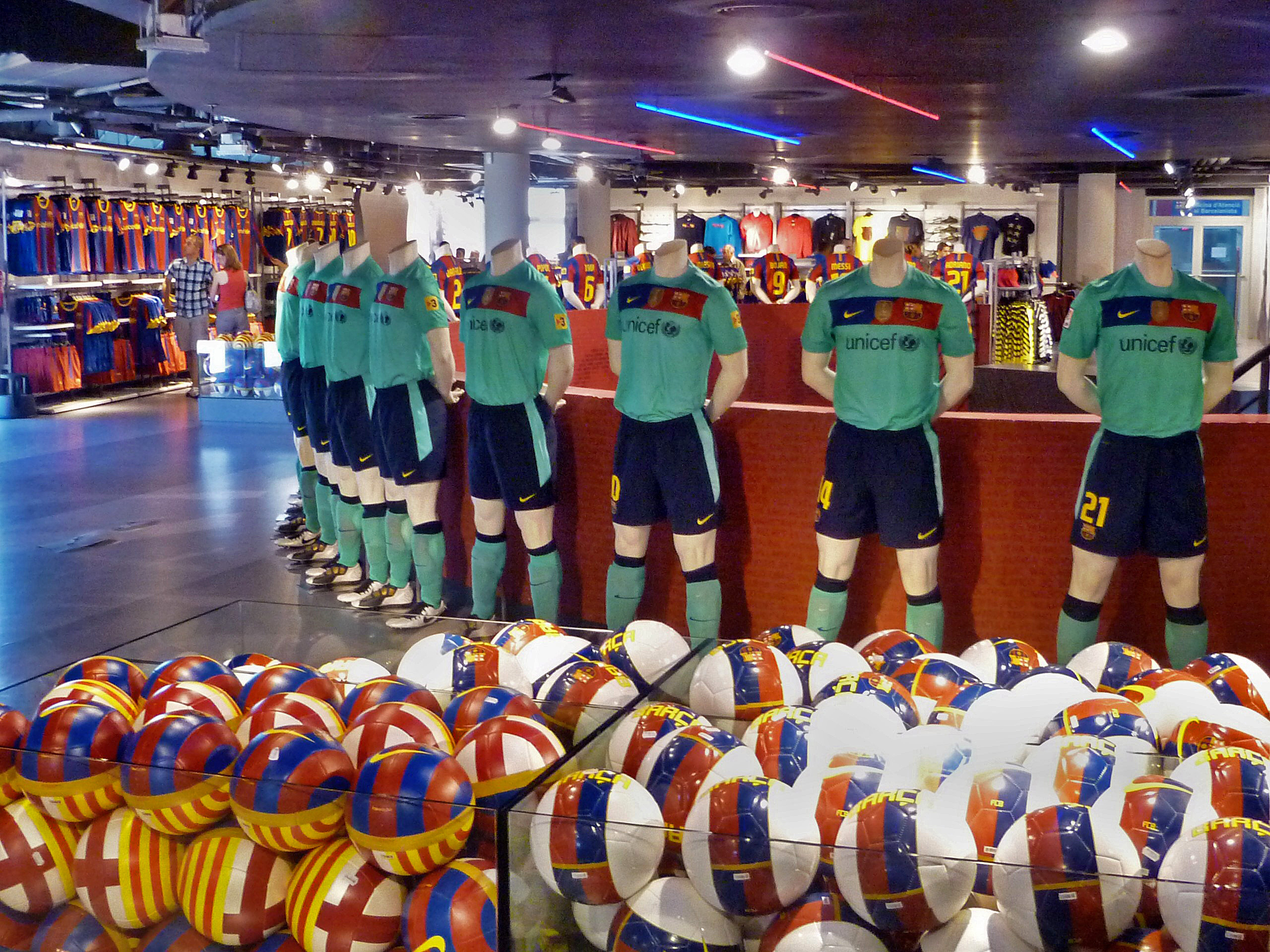
Vista de la FC Botiga situada al Camp Nou

La FCBotiga és la botiga oficial del Futbol Club Barcelona inaugurada el 22 de desembre del 1998. La botiga principal, anomenada FCBotiga Megastore, ubicada a la mateixa esplanada del Camp Nou, es va reinaugurar el gener de 2003 després d'una forta inversió econòmica per tal de millorar l'aspecte, la funcionalitat i l'espai de 2100 m². El rècord de visitants en un dia es va assolir el 23 de maig de 2009 amb 21.200 visites. La facturació el 2008 va ser de 30 milions d'euros.

## Dades tècniques
- Superfície: 2100 m²
- Planta 0: Producte FCB Nike i futbol
- Planta -1: Calçat i tèxtil, estampacions, llicències FCB, taller de fotografies, taller de vides i llaminadures.
- Nombre de caixes: 19[5]
- Empleats: 25
- Visitants anuals: 1.500.000
- Ubicació: Accessos 7 i 9 del Camp Nou
- Telèfon i fax: 93 409 02 71 - 93 490 69 26
- Horaris: De dilluns a dissabte, de 10 a 19 hores.
- Diumenges i festius, de 10.30 a 14.30 hores.

## Botigues oficials[6]
- Barça Store Spotify Camp Nou
- Barça Store Ronda Universitat
- Barça Store Passeig de Gràcia
- Barça Store Canaletes
- Barça Store Sagrada Família[7]
- Barça Store Maquinista
- Barça Store Aeroport Barcelona T1[8]
- Barça Store Aeroport Barcelona T2
- Barça Store La Roca Village
- Barça Store Tarragona
- Barça Store Salou
- Barça Store Platja d'Aro
- Barça Store Palma de Mallorca
- Barça Store Madrid
- Barça Store Las Arenas
- Barça Store Poble Espanyol
- Barça Store Maremagnum
- Barça Store Aeroport Madrid T4
- Barça Store Tibilisi
- Barça Store Málaga
- Barça Store Aeroport Palma de Mallorca